# Silvia Farina Elia
Silvia Farina Elia (Milano, 27 aprile 1972) è un'ex tennista e commentatrice televisiva italiana.
Nata Silvia Farina, ha assunto il secondo cognome Elia nel settembre 1999 in seguito al matrimonio con il suo storico allenatore, Francesco Elia. 
È stata la migliore tennista italiana complessivamente per sette stagioni, nella seconda metà degli anni 90 e nei primi anni 2000, e ha colto i risultati più importanti nella parte finale della carriera, vincendo tre edizioni consecutive del torneo di Strasburgo, record ancora imbattuto nel torneo. Ha raggiunto la posizione nº 11 nella classifica mondiale nel maggio del 2002. Il suo miglior risultato in una prova del Grande Slam è stato il quarto di finale raggiunto a Wimbledon nel 2003.
Nel doppio ha raggiunto la posizione nº 24 al mondo e ha vinto nove titoli con diverse compagne di gioco. Nelle prove del Grande Slam ha raggiunto i quarti di finale all'Open di Francia (3 volte) e a Wimbledon (2 volte).
È stata una presenza importante in Fed Cup, ricoprendo anche il ruolo di capitano della squadra italiana, contribuendo a far raggiungere per la prima volta le semifinali all'Italia.

## Biografia
Inizia a giocare a tennis all'età di 10 anni al Circolo Bonacossa di Milano. A 15 anni si trasferisce presso il Centro federale di Latina. Diviene professionista a diciassette anni nel 1989. Ottiene il suo primo risultato di rilievo nel circuito WTA al Taranto Open 1989 raggiungendo i quarti di finale. Lo stesso anno è campionessa italiana assoluta nel torneo di doppio, in coppia con Nathalie Baudone.
Nel 1990, prima tennista italiana nella storia, vince il Trofeo Bonfiglio, cioè gli Internazionali d'Italia juniores, che si svolgono tutti gli anni a Milano, sua città di nascita. Giunge in finale, nel doppio, al Taranto Open 1990, in coppia con Rita Grande.
Il suo primo temporaneo ingresso nelle top 100 avviene nel 1991, anno in cui raggiunge la finale nel torneo WTA di San Marino e si aggiudica il torneo ITF di Caltagirone. Sempre in quell'anno gioca i suoi primi tornei del Grande Slam (Roland Garros e US Open) fermandosi al 1º turno.
Nel 1992 raggiunge il nº 57 della classifica. Nel 1993 raggiunge la semifinale nel torneo di doppio degli Internazionali d'Italia, in coppia con Linda Ferrando, perdendo contro Zina Garrison e Mary Joe Fernández in due set. Vince il torneo ITF di Limoges e il primo match in un torneo del Grande Slam, a Wimbledon contro Radka Bobková. Esordisce in Fed Cup, giocando due incontri di doppio vincendo con Israele e perdendo con la Repubblica Ceca, in coppia rispettivamente con Linda Ferrando e Sandra Cecchini. A fine anno, bissa il titolo italiano di doppio in coppia con Linda Ferrando.
Nel corso del 1994 sconfigge Gabriela Sabatini (nº 8 del mondo) al 1º turno del Roland Garros e Kimiko Date (nº 6) nel 2º turno di Eastbourne. Fa il suo esordio in Fed anche da singolarista con una vittoria (Italia-Danimarca 2-1) e una sconfitta (Italia-Francia 0-3). Grazie ad altri piazzamenti (semifinale agli Open della Stiria, quarti a Hobart, Eastbourne e Mosca) rientra nella top 100, chiudendo l'anno al nº 54.
Nei successivi tre anni si conferma su questi livelli: tra i risultati le semifinali a Portorico e Hilton Head nel 1995, Parigi indoor e Palermo nel 1996. Nel maggio del 1995 tocca il 35º posto della classifica mondiale. Nello stesso anno gioca quattro match di singolare nella Fed Cup (due vittorie e due sconfitte) e uno in doppio (una sconfitta). Partecipa alle Olimpiadi di Atlanta battendo al primo turno del singolare la britannica Clare Wood per poi perdere al secondo da Arantxa Sánchez Vicario che vincerà la medaglia d'argento. In coppia con Laura Golarsa è sconfitta al primo turno del torneo di doppio dalle rappresentanti della Croazia. Più lusinghiero il cammino nella Fed Cup del 1997, quando l'Italia raggiunge i quarti di finale e la Farina che gioca sei incontri in singolare e uno in doppio ottenendo tutte vittorie.
Nel 1998 Francesco Elia diventa il suo allenatore e in quell'anno raggiunge quattro finali nel circuito WTA (Auckland, Budapest, Varsavia e Lussemburgo), la semifinale a Linz e i quarti a Miami e a Mosca. Questi risultati le fanno raggiungere il 18º posto della classifica mondiale. Inoltre, Farina ottiene nuovamente l'en plein in Fed Cup, con quattro vittorie in altrettanti match di singolare e l'Italia che si conferma ai quarti di finale.
Nel 1999 arrivano la finale di Prostějov, la semifinale di Auckland e i quarti di Amburgo, Madrid, Portschasch, Lussemburgo e Mosca. Sempre in quell'anno ottiene tre vittorie in Fed Cup, battendo tra le altre Monica Seles, ad Ancona e cedendo soltanto a Venus Williams nella prima storica semifinale raggiunta dall'Italia nella competizione. A settembre Silvia Farina sposa il suo coach Francesco Elia, assumendo così il doppio cognome.
L'anno dopo, la sua ridotta attività si riflette nel percorso della nazionale in Fed Cup, dove Farina ottiene una sola vittoria in singolare (Italia-Croazia 3-0) e due sconfitte (una in singolare e una in doppio nei quarti contro la Germania. Alle Olimpiadi di Sidney raggiunge il terzo turno del singolare battendo Cara Black e Silvija Talaja per poi cedere alla belga Dominique Van Roost. Nel doppio non va oltre il primo turno in coppia con Rita Grande. Con Laura Golarsa è invece sconfitta anche al primo turno del torneo di doppio di Fed Cup dalle rappresentanti della Croazia.
Il 2001 segna il recupero dopo una serie di infortuni: ottiene la prima vittoria in un torneo WTA a Strasburgo, il raggiungimento della seconda settimana di una prova del Grande Slam (ottavi a Parigi), la finale di Gold Coast, le semifinali di Porto, Sopot e Mosca e i quarti in altri 7 tornei WTA. Chiude l'anno al 14º posto della classifica, posizione grazie alla quale è ammessa al Master di Monaco di Baviera nel quale si affrontano annualmente le prime sedici tenniste del mondo. Prima di allora l'unica italiana ammessa a partecipare a tale torneo era stata Raffaella Reggi, nel 1989.
Il 20 maggio 2002 raggiunge la posizione numero 11 nel ranking WTA conseguendo il record della miglior posizione mai raggiunta da un'italiana in tale classifica. Solo dopo il ritiro di Farina Elia, il record verrà uguagliato da Francesca Schiavone il 30 gennaio 2006 e, il 14 agosto 2009, battuto da Flavia Pennetta con il raggiungimento del decimo posto. Agli Internazionali BNL d'Italia è testa di serie n. 9, ma fallisce l'occasione di entrare nella top 10 del ranking, perdendo al terzo turno dalla francese Sandrine Testud in tre set. Nel doppio, in coppia con Barbara Schett, è testa di serie n. 8 e raggiunge i quarti di finale. Al Roland Garros è confermata al n. 9 del seeding e si conferma tra le prime sedici tenniste del mondo sulla terra battuta, perdendo soltanto di fronte a Mary Pierce, beniamina del pubblico parigino. Raggiunge gli ottavi di finale anche negli US Open (sconfitta da Lindsay Davenport). I risultati più importanti del 2002 sono la seconda vittoria a Strasburgo e le semifinali a Tokyo e Quebec City. Torna a giocare nuovamente in Fed Cup e l'Italia conquista la sua seconda semifinale della storia, battendo il Belgio con due vittorie di Farina in singolare per cedere poi alla Slovacchia (due sconfitte della milanese). Si qualifica per la seconda volta per il Masters di Los Angeles, ma il suo sogno si infrange nuovamente al primo turno contro Jennifer Capriati.
L'anno successivo Farina Elia vince per la terza volta a Strasburgo e arriva in semifinale a Eastbourne (dove sconfigge Lindsay Davenport, nº 5 del mondo). A Wimbledon compie l'impresa di entrare nelle prime otto nel singolare dopo aver battuto la testa di serie n. 7 Chanda Rubin. Prima di allora solo altre due tenniste azzurre avevano raggiunto questo risultato: Lucia Valerio nel 1933 e Laura Golarsa nel 1989. Il record sarà poi uguagliato da Francesca Schiavone nel 2009 e da Camila Giorgi nel 2018.
Nel 2004 raggiunge gli ottavi di finale agli Australian Open (ammessa come testa di serie n. 20), dove perde da Kim Clijsters. È in finale a Canberra e Anversa e in semifinale a Strasburgo, Stoccolma e Lussemburgo. Raggiunge i quarti in altri 4 tornei, tra cui gli Internazionali d'Italia di Roma dove è testa di serie n. 10 e sconfigge al terzo turno Marija Šarapova (7-6, 6-0) per poi cedere ad Amélie Mauresmo. Alle Olimpiadi di Atene 2004 batte Sandrine Testud al primo turno del singolare e poi perde al secondo da Lisa Raymond. Nel doppio, in coppia con Francesca Schiavone, batte al primo turno le rappresentanti della Slovacchia ma perde al secondo turno, in tre set, contro le cinesi che poi vinceranno la medaglia d'oro. Conclude le sue apparizioni in Fed Cup con due vittorie e la sconfitta nei quarti di finale dalla sua "bestia nera" Amélie Mauresmo.
Nell'ultima stagione come professionista Farina Elia si conferma agli ottavi di finale negli Australian Open (testa di serie n. 15) ma è costretta a subire la "vendetta" di Marija Šarapova che la batte in tre set. Raggiunge il terzo turno al Foro Italico, dove è testa di serie n. 13, perdendo ancora da Amélie Mauresmo. Guadagna la finale ad Amelia Island e la semifinale a Gold Coast, le vittorie contro le sorelle Williams: sconfigge Venus Williams al 1º turno di Doha e Serena Williams nei quarti di Amelia Island. Gioca il suo ultimo match ad Hasselt, contro Kirsten Flipkens. Al momento del ritiro (31 ottobre 2005) si trova al n. 32 del ranking mondiale.
Dopo il ritiro Silvia Farina Elia ha ricoperto il ruolo di commentatrice TV per il canale sportivo SuperTennis.

## Vita privata
Vive a Fregene col marito. La coppia ha un figlio, Lorenzo, e una figlia, Giorgia. 

## Statistiche

### Singolare

#### Vittorie (3)
| WTA Championships |
| Tier I (0)        |
| Tier II (0)       |
| Tier III (0)      |
| Tier IV (3)       |

| N. | Data           | Torneo                                   | Superficie  | Avversaria in finale | Punteggio     |
| 1. | 27 maggio 2001 | Internationaux de Strasbourg, Strasburgo | Terra rossa | Anke Huber           | 7-5, 0-6, 6-4 |
| 2. | 26 maggio 2002 | Internationaux de Strasbourg, Strasburgo | Terra rossa | Jelena Dokić         | 6-4, 3-6, 6-3 |
| 3. | 25 maggio 2003 | Internationaux de Strasbourg, Strasburgo | Terra rossa | Karolina Šprem       | 6-3, 4-6, 6-4 |

#### Sconfitte (10)
| WTA Championships |
| Tier I (0)        |
| Tier II (2)       |
| Tier III (5)      |
| Tier IV-V (3)     |

| N.  | Data | Torneo                                          | Superficie    | Avversaria in finale | Punteggio        |
| 1.  | 1991 | San Marino Open, San Marino                     | Terra rossa   | Katia Piccolini      | 6-2, 6-3         |
| 2.  | 1998 | ASB Classic, Auckland                           | Cemento (i)   | Dominique van Roost  | 4–6, 7–6, 7–5    |
| 3.  | 1998 | Hungarian Grand Prix, Budapest                  | Terra rossa   | Virginia Ruano       | 6–4, 4–6, 6–3    |
| 4.  | 1998 | Warsaw Open, Varsavia                           | Terra rossa   | Conchita Martínez    | 6-0, 6-3         |
| 5.  | 1998 | Fortis Championship, Lussemburgo                | Cemento       | Mary Pierce          | 6-0, 2-0 rit.    |
| 6.  | 1999 | Nokia Cup, Prostějov                            | Sintetico (i) | Henrieta Nagyová     | 7–6, 6–4         |
| 7.  | 2001 | Australian Hard Court Championships, Gold Coast | Cemento       | Justine Henin        | 7–6(5), 6–4      |
| 8.  | 2004 | Canberra International, Canberra                | Cemento       | Paola Suárez         | 3–6, 6–4, 7–6(5) |
| 9.  | 2004 | Proximus Diamond Games, Anversa                 | Cemento (i)   | Kim Clijsters        | 6-3, 6-0         |
| 10. | 2005 | Bausch & Lomb Championships, Amelia Island      | Terra verde   | Lindsay Davenport    | 7-5, 7-5         |

### Doppio

#### Vittorie (9)
| WTA Championships |
| Tier I (1)        |
| Tier II (4)       |
| Tier III (1)      |
| Tier IV (0)       |

| N. | Data | Torneo                                       | Superficie  | Compagna            | Avversarie in finale                | Punteggio     |
| 1. | 1995 | WTA Austrian Open, Maria Lankowitz           | Terra rossa | Andrea Temesvári    | Alexandra Fusai Wiltrud Probst      | 6-2, 6-2      |
| 2. | 1997 | Internazionali Femminili di Palermo, Palermo | Terra rossa | Barbara Schett      | Florencia Labat Mercedes Paz        | 2–6, 6–1, 6–4 |
| 3. | 1998 | Skoda Czech Open, Praga                      | Terra rossa | Karina Habšudová    | Květa Peschke Michaela Paštiková    | 2-6, 6-1, 6-2 |
| 4. | 1999 | WTA Austrian Open, Pörtschach                | Terra rossa | Karina Habšudová    | Olga Lugina Laura Montalvo          | 6-4, 6-4      |
| 5. | 1999 | Heineken Trophy, 's-Hertogenbosch            | Erba        | Rita Grande         | Cara Black Kristie Boogert          | 7-5, 7-6(2    |
| 6. | 1999 | ASB Classic, Auckland                        | Cemento (i) | Barbara Schett      | Seda Noorlander Marlene Weingärtner | 6-2, 7-6(52)  |
| 7. | 2000 | Internazionali Femminili di Palermo, Palermo | Terra rossa | Rita Grande         | Ruxandra Dragomir Virginia Ruano    | 6–4, 0–6, 7–6 |
| 8. | 2001 | Internationaux de Strasbourg, Strasburgo     | Terra rossa | Iroda Tuljaganova   | Amanda Coetzer Lori McNeil          | 6-1, 7-6(0)   |
| 9. | 2004 | Warsaw Open, Varsavia                        | Terra rossa | Francesca Schiavone | Gisela Dulko Patricia Tarabini      | 3–6, 6–2, 6–1 |

#### Sconfitte (8)
| WTA Championships |
| Tier I (0)        |
| Tier II (2)       |
| Tier III (4)      |
| Tier IV-V (2)     |

| N. | Data | Torneo                                       | Superficie    | Compagna            | Avversarie in finale                | Punteggio     |
| 1. | 1990 | Taranto Open, Taranto                        | Terra rossa   | Rita Grande         | Elena Brjuchovec Evgenija Manjukova | 7–6(54), 6–1  |
| 2. | 1993 | Internazionali Femminili di Palermo, Palermo | Terra rossa   | Barbara Schultz     | Karin Kschwendt Natalija Medvedjeva | 6–4, 7-6      |
| 3. | 1996 | Kremlin Cup, Mosca                           | Cemento (i)   | Barbara Schett      | Natalija Medvedjeva Larisa Neiland  | 7–6, 4–6, 6–1 |
| 4. | 1997 | Australian Women's Hardcourt, Gold Coast     | Cemento       | Ruxandra Dragomir   | Naoko Kijimuta Nana Miyagi          | 7–6, 6–1      |
| 5. | 2000 | Faber Grand Prix, Hannover                   | Sintetico (i) | Karina Habšudová    | Åsa Carlsson Nataša Zvereva         | 6–3, 6–4      |
| 6. | 2003 | Generali Ladies, Linz                        | Cemento (i)   | Marion Bartoli      | Liezel Horn Huber Ai Sugiyama       | 6–1, 7–6(56)  |
| 7. | 2004 | Open Gaz de France, Parigi                   | Cemento (i)   | Francesca Schiavone | Barbara Schett Patty Schnyder       | 6–3, 6–2      |
| 8. | 2005 | Australian Women's Hardcourt, Gold Coast     | Cemento       | Maria Elena Camerin | Elena Lichovceva Magdalena Maleeva  | 6–3, 5–7, 6–1 |

## Statistiche ITF

### Singolare (2-1)
| Legenda         |
| --------------- |
| Torneo $100,000 |
| Torneo $75,000  |
| Torneo $50,000  |
| Torneo $25,000  |
| Torneo $10,000  |

| Risultato | N. | Data | Torneo                  | Superficie    | Avversaria in finale | Punteggio |
| --------- | -- | ---- | ----------------------- | ------------- | -------------------- | --------- |
| Finalista | 1. | 1990 | ITF Putignano, Italia   | Terra rossa   | Nathalie Baudone     | 2–6, 4–6  |
| Vittoria  | 2. | 1991 | ITF Caltagirone, Italia | Terra rossa   | Ann Devries          | 7–5, 6–3  |
| Vittoria  | 3. | 1993 | ITF Limoges, Francia    | Sintetico (i) | Laurence Courtois    | 6–3, 6–3  |

### Doppio (6-2)
| Risultato | N. | Data | Torneo                  | Superficie    | Compagna         | Avversarie in finale               | Punteggio        |
| --------- | -- | ---- | ----------------------- | ------------- | ---------------- | ---------------------------------- | ---------------- |
| Vittoria  | 1. | 1990 | ITF Modena, Italia      | Cemento       | Simona Isidori   | Heleen van den Berg Miriam Oremans | 6–2, 6–3         |
| Vittoria  | 2. | 1990 | ITF Milano, Italia      | Cemento       | Simona Isidori   | Nathalie Ballet Agnes Romand       | 2–6, 6–1, 6–3    |
| Vittoria  | 3. | 1990 | ITF Putignano, Italia   | Terra rossa   | Nathalie Baudone | Darija Dešković Karin Lušnic       | 6–1, 6–1         |
| Vittoria  | 4. | 1991 | ITF Caltagirone, Italia | Cemento       | Misumi Miyauchi  | Alexandra Fusai Olivia Gravereaux  | 6–7, 6–4, 6–4    |
| Vittoria  | 5. | 1992 | ITF Salerno, Italia     | Cemento       | Linda Ferrando   | Kirrily Sharpe Angie Woolcock      | 6–1, 6–4         |
| Finalista | 6. | 1992 | ITF Arzachena, Italy    | Terra rossa   | Linda Ferrando   | Laura Garrone Laura Golarsa        | 4–6, 6–4, 4–6    |
| Vittoria  | 7. | 1993 | ITF Limoges, Francia    | Sintetico (i) | Elena Pampoulova | Stephanie Reece Danielle Scott     | 6–2, 6(5)–7, 6–2 |
| Finalista | 8. | 1993 | ITF Arzachena, Italia   | Terra rossa   | Linda Ferrando   | Akiko Kijimuta Naoko Kijimuta      | 0–6, 5–7         |

### Risultati in progressione
| Sigla | Risultato               |
| ----- | ----------------------- |
| V     | Vincitore               |
| F     | Finalista               |
| SF    | Semifinalista           |
| O     | Oro olimpico            |
| A     | Argento olimpico        |
| SF    | Bronzo olimpico         |
| QF    | Quarti di Finale        |
| 4T    | Quarto turno            |
| 3T    | Terzo turno             |
| 2T    | Secondo turno           |
| 1T    | Primo turno             |
| RR    | Round Robin             |
| LQ    | Turno di qualificazione |
| A     | Assente                 |
| ND    | Non disputato           |

| Legenda superfici    |
| -------------------- |
| Cemento              |
| Terra battuta        |
| Erba                 |
| Superficie variabile |

#### Singolare nei tornei del Grande Slam
| Torneo             | 1991  | 1992  | 1993  | 1994  | 1995  | 1996  | 1997  | 1998  | 1999  | 2000  | 2001  | 2002   | 2003  | 2004  | 2005  | Vittorie/Sconfitte |
| ------------------ | ----- | ----- | ----- | ----- | ----- | ----- | ----- | ----- | ----- | ----- | ----- | ------ | ----- | ----- | ----- | ------------------ |
| Australian Open    | A     | A     | A     | 1T    | 2T    | 2T    | 3T    | 1T    | 1T    | A     | 3T    | 3T     | 2T    | 4T    | 4T    | 15 - 11            |
| Open di Francia    | 1T    | 1T    | A     | 2T    | 1T    | 2T    | 3T    | 3T    | 3T    | 3T    | 4T    | 4T     | 3T    | 2T    | 3T    | 21 - 14            |
| Wimbledon          | A     | 1T    | 2T    | 1T    | 2T    | 1T    | 1T    | 1T    | 2T    | 1T    | 3T    | 3T     | QF    | 4T    | 3T    | 16 - 14            |
| US Open            | 1T    | A     | 1T    | 2T    | 1T    | 1T    | 2T    | 3T    | 2T    | 1T    | 1T    | 4T     | 2T    | 3T    | 1T    | 11 - 14            |
| Vittorie/Sconfitte | 0 - 2 | 0 - 2 | 1 - 2 | 2 - 4 | 2 - 4 | 2 - 4 | 5 - 4 | 4 - 4 | 4 - 4 | 2 - 3 | 7 - 4 | 10 - 4 | 8 - 4 | 9 - 4 | 7 - 4 | 63 - 53            |

#### Doppio nei tornei del Grande Slam
| Torneo             | 1991  | 1992  | 1993  | 1994  | 1995  | 1996  | 1997  | 1998 | 1999 | 2000  | 2001 | 2002 | 2003 | 2004 | 2005 | Vittorie/Sconfitte |
| ------------------ | ----- | ----- | ----- | ----- | ----- | ----- | ----- | ---- | ---- | ----- | ---- | ---- | ---- | ---- | ---- | ------------------ |
| Australian Open    | A     | A     | A     | 2T    | 1T    | 1T    | 3T    | 1T   | 2T   | A     | 1T   | 2T   | 2T   | 1T   | 1T   |                    |
| Open di Francia    | 2T    | 1T    | A     | QF    | 1T    | A     | 3T    | QF   | 3T   | 2T    | 2T   | 3T   | 3T   | QF   | 2T   |                    |
| Wimbledon          | A     | 2T    | 1T    | 2T    | 2T    | 1T    | 1T    | QF   | QF   | 2T    | 1T   | 3T   | 2T   | 2T   | 1T   |                    |
| US Open            | 1T    | 2T    | 2T    | 3T    | 1T    | A     | A     | 1T   | 3T   | 1T    | 2T   | 1T   | 1T   | 2T   | 3T   |                    |
| Vittorie/Sconfitte | 1 - 2 | 2 - 3 | 1 - 2 | 7 - 4 | 1 - 4 | 0 - 2 | 4 - 3 |      |      | 2 - 3 |      |      |      |      |      |                    |

#### Doppio misto nei tornei del Grande Slam
| Torneo             | 1991  | 1992  | 1993  | 1994  | 1995  | 1996  | 1997  | 1998  | 1999  | 2000  | 2001  | 2002  | 2003  | 2004  | 2005  | Vittorie/Sconfitte |
| ------------------ | ----- | ----- | ----- | ----- | ----- | ----- | ----- | ----- | ----- | ----- | ----- | ----- | ----- | ----- | ----- | ------------------ |
| Australian Open    | A     | A     | A     | A     | A     | A     | A     | A     | A     | A     | A     | 1T    | 1T    | A     | A     | 0 - 2              |
| Open di Francia    | A     | A     | A     | A     | A     | A     | A     | A     | A     | A     | A     | A     | A     | A     | A     | 0 - 0              |
| Wimbledon          | A     | A     | A     | 3T    | A     | A     | A     | A     | A     | A     | A     | A     | A     | A     | A     | 2 - 1              |
| US Open            | A     | A     | A     | A     | A     | A     | A     | A     | A     | A     | A     | A     | A     | A     | A     | 0 - 0              |
| Vittorie/Sconfitte | 0 - 0 | 0 - 0 | 0 - 0 | 2 - 1 | 0 - 0 | 0 - 0 | 0 - 0 | 0 - 0 | 0 - 0 | 0 - 0 | 0 - 0 | 0 - 1 | 0 - 1 | 0 - 0 | 0 - 0 | 2 - 3              |